# Direction générale des Douanes (Algérie)
 (mars 2020).
Si vous disposez d'ouvrages ou d'articles de référence ou si vous connaissez des sites web de qualité traitant du thème abordé ici, merci de compléter l'article en donnant les références utiles à sa vérifiabilité et en les liant à la section « Notes et références ».
La direction générale des Douanes est une administration publique algérienne sous tutelle du ministère des Finances. 
Elle est chargée d'une mission fiscale et sécuritaire (perception des droits et taxes dus à l'entrée des marchandises sur le territoire national, contrôle des impôts indirects, contrôle frontalier des transferts physiques de capitaux, lutte contre la fraude et les grands trafics illicites, police des marchandises, lutte contre l'immigration clandestine par sa fonction de garde-côtes et garde-frontière).
L'activité de la DGD est réglementée par le droit national (code des douanes, code pénal...), mais aussi par des accords internationaux (traités de libre-échange...).

## Grades
Le corps douanier actif est composé de quatre catégories distinctes:
- Le corps des contrôleurs généraux : 
  - Contrôleur général en chef
  - Contrôleur général
- Le corps des inspecteurs : 
  - Inspecteur divisionnaire
  - Inspecteur principal
- Le corps des officiers:
  - Officier de contrôle
  - Officier de brigade
- Le corps des agents:
  - Brigadier
  - Agent de contrôle
  - Agent de surveillance

## Moyens

### Armement
Les fonctionnaires assermentés de l'administration des douanes portent une arme de service, l'armement de service va de l'arme de poing jusqu'à la mitrailleuse de 12,7 mm (sur les unités navales). L'arme cependant la plus commune est l'arme de poing individuelle : le pistolet semi-automatique Makarov chambré en 9 mm Parabellum.

### Véhicules
Les véhicules de la Douane sont prioritaires (munis donc de gyrophare et sirène) strippés aux couleurs des Douanes ou banalisés.

## Directeurs
- Hocine Benhamza (1964-)
- Yadi Mohamed El Ouassimi (-)
- Boualem Yanet (-)
- Mohamed Ben Aissa (-)
- Si Moussa Mohamed (-)
- Mahmoud Ouartsi (-)
- Azzedine Melah (-)
- Mustapha Krichem (-)
- Mohamed Guenifed (-)
- Djebara Amro Chawki (-1993)
- Brahim Chaib Chérif (1993-2001)
- Sid Ali Lebib (2001-2006)
- Mohamed Abdou Bouderbala (2006-2015)
- Kaddour Bentahar (2015-2017)
- Noureddine Allag (2017)
- Farouk Bahamid (2017-2019)
- Mohamed Ouaret (2019-2020)
- Noureddine Khaldi (2020-2023)
- Bekhouche Abdelatif (14/09/2023)